# Olkhovka (Primórie)
|  | Per a altres significats, vegeu «Olkhovka». |

Olkhovka (en rus: Ольховка) és un poble del krai de Primórie, a l'Extrem Orient de Rússia, que en el cens del 2010 tenia 229 habitants.